# Idiófono

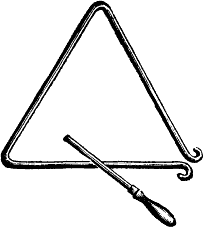
El triángulo es un idiófono.

Un idiófono, según la clasificación de Hornbostel-Sachs, es un instrumento musical que tiene sonido propio porque usa su cuerpo como materia resonadora. Los idiófonos son instrumentos de percusión. Produce el sonido primariamente por la vibración del propio cuerpo, sin uso de cuerdas, membranas ni columnas de aire. Su cuerpo, de madera, metal o piedra, es duro pero sonoro, con la suficiente elasticidad como para mantener un movimiento vibratorio.
La familia de los idiófonos está formada por una gran diversidad de instrumentos, desde campanas, castañuelas, almireces y xilófonos hasta platillos y gongs. La mayor parte de los instrumentos de percusión que no usan membranas para producir el sonido son idiófonos, mientras que los que sí usan una membrana son membranófonos. Estos términos sustituyen al más general e impreciso «instrumento de percusión», cuando es necesario recurrir a una terminología más precisa.

## Tipología
Los idiófonos pueden ser clasificados por la forma de hacerlos sonar, por el movimiento requerido para hacerlos sonar, su incidencia sobre el instrumento y sus componentes:

### Percusión
- Caja china
- Campana
- Castañuelas
- Claves
- Gong
- Platillos
- Tambores metálicos de Trinidad
- Triángulo
- Tuntaina
- Txalaparta
- Huehuetl
- Gnacarri: Instrumento hebreo citado por la Biblia, parecido a los crótalos.
- timbal:instrumento del siglo XX

### Sacudidos
- Cascabeles
- Maracas
- Sistro
- Sonajas
- Pandereta

### Punteados
- Arpa de boca, también llamada guimbarda o Arpa Judía
- Kalimba

### Frotados o raspados
- Armónica de cristal
- Botella de anís
- Güira
- Güiro
- Sierra musical
- Tabla de lavar
- Guacharaca
- Matraca
- Carraca (mandíbula de burro), usado en Costa Rica.

### Con la mano o con los dedos
- Cántaro
- Caña rociera
- Cencerro
- Hang
- Tambor metálico
- Tanque
- Kalimba o Sanza
- Qaraquebs
- Rascador
- Sonajero de campanillas
- Tsenatsil

### Soplados
- Galleta o Matofono